# Skottlands damlandslag i ishockey
Skottlands damlandslag i ishockey (engelska: Scotland women's national ice hockey team) har representerat Skottland i ishockey på damsidan i vissa turneringar. Första landskampen spelades i Edinburgh den 18 december 1991 mot England och slutade 1–1.

### Fotnoter
1. ↑  ”Sco vs Nations” (på engelska). Nationalteamsoficehockey. https://nationalteamsoficehockey.com/wp-content/uploads/2020/05/Scotland-Women-Official-Results.pdf. Läst 31 mars 2015.